# Leucodonta xanthoecephala
Leucodonta xanthoecephala är en fjärilsart som beskrevs av Adolf G. Closs 1919. Leucodonta xanthoecephala ingår i släktet Leucodonta och familjen tandspinnare. Inga underarter finns listade i Catalogue of Life.